# Farní sbor Českobratrské církve evangelické v Novém Městě na Moravě

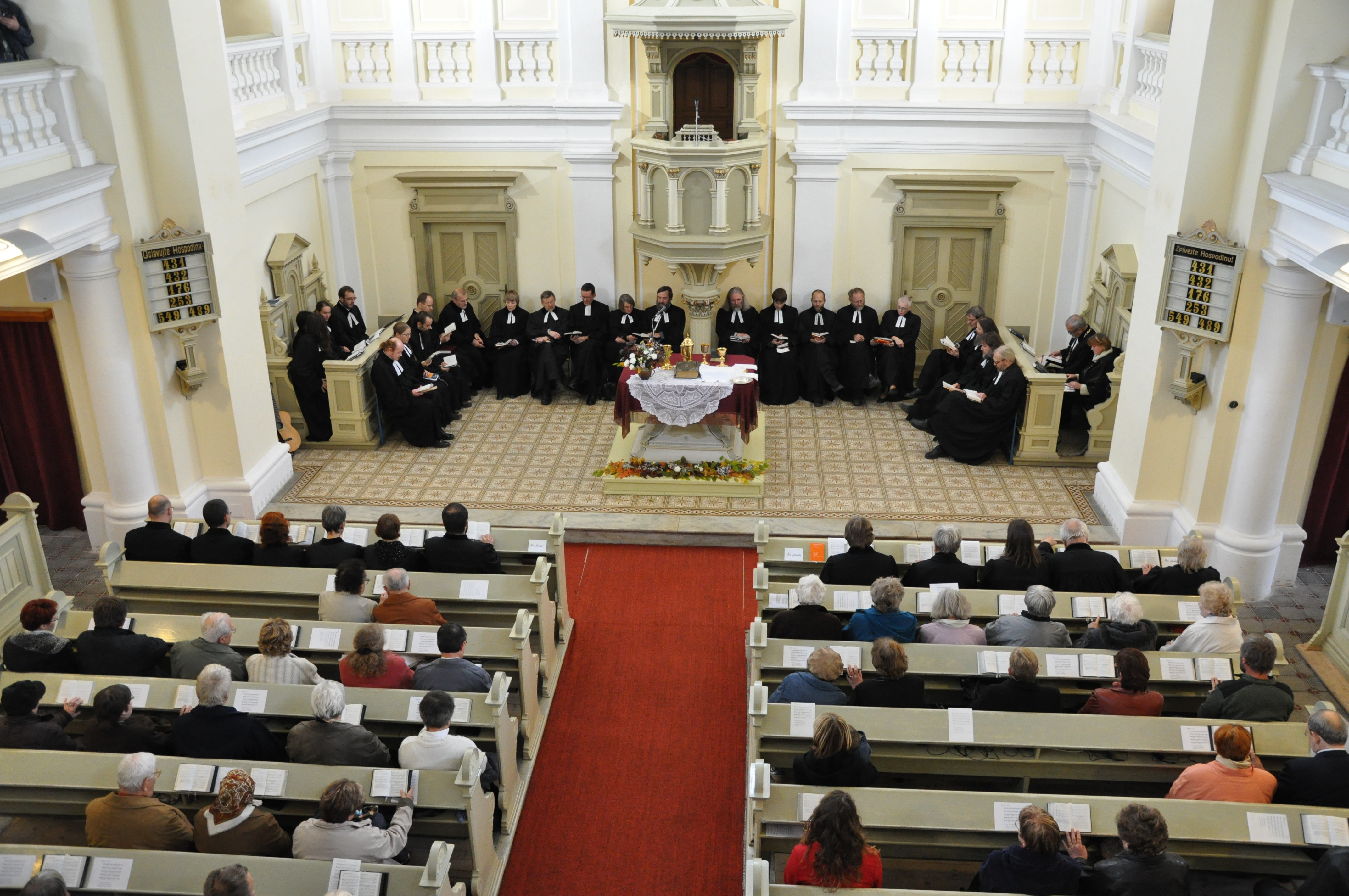
Interiér kostela během ordinační slavnosti (2010)

Farní sbor Českobratrské církve evangelické v Novém Městě na Moravě je sborem Českobratrské církve evangelické v Novém Městě na Moravě. Sbor spadá pod Horácký seniorát. 
Ve sboru kromě uvedených farářů působí pastorační pracovnice Martina Dvořáková.

## Kazatelé
- Štěpán Nagy (1783–1785)
- Jakub Teofil Štětina (1786–1787)
- Aron Štětina (1788–1798)
- Jan Košut (1798–1800)
- Josef Gerža (1800–1804)
- Gideon Šlechta (1804–1810)
- Gabriel Molnár (1811–1815)
- Aron Štětina (1816–1818)
- Matěj Hykl (1818–1837)
- Josef Mareš (1838–1875)
- Josef Kalda (1868–1874)
- Ferdinand Císař (1875–1877)
- Josef Dobeš (1878–1929)
- Čeněk Fiala (1899)
- Vincenc Vašíř (1900–1947)
- Václav Kejř (1938–1969)
- Josef Batelka (1969–1990)
- Daniel Ženatý (1990–2005)
- Hana Pfannová (1998–2005)
- Zdeněk Šorm (2005–2018)
- Markéta Slámová (2005–2016)
- Vojtěch Hrouda (2009–2015)
- Debora Rumlová (2010–2011)
- Ida Tenglerová (2013–2017)
- Ondřej Ruml (2019–)
- Debora Rumlová (2021–)
- Daniel Ženatý (2022–)